# 弥八地蔵
弥八地蔵（やはちじぞう）は、岐阜県岐阜市弥八町にある地蔵尊。

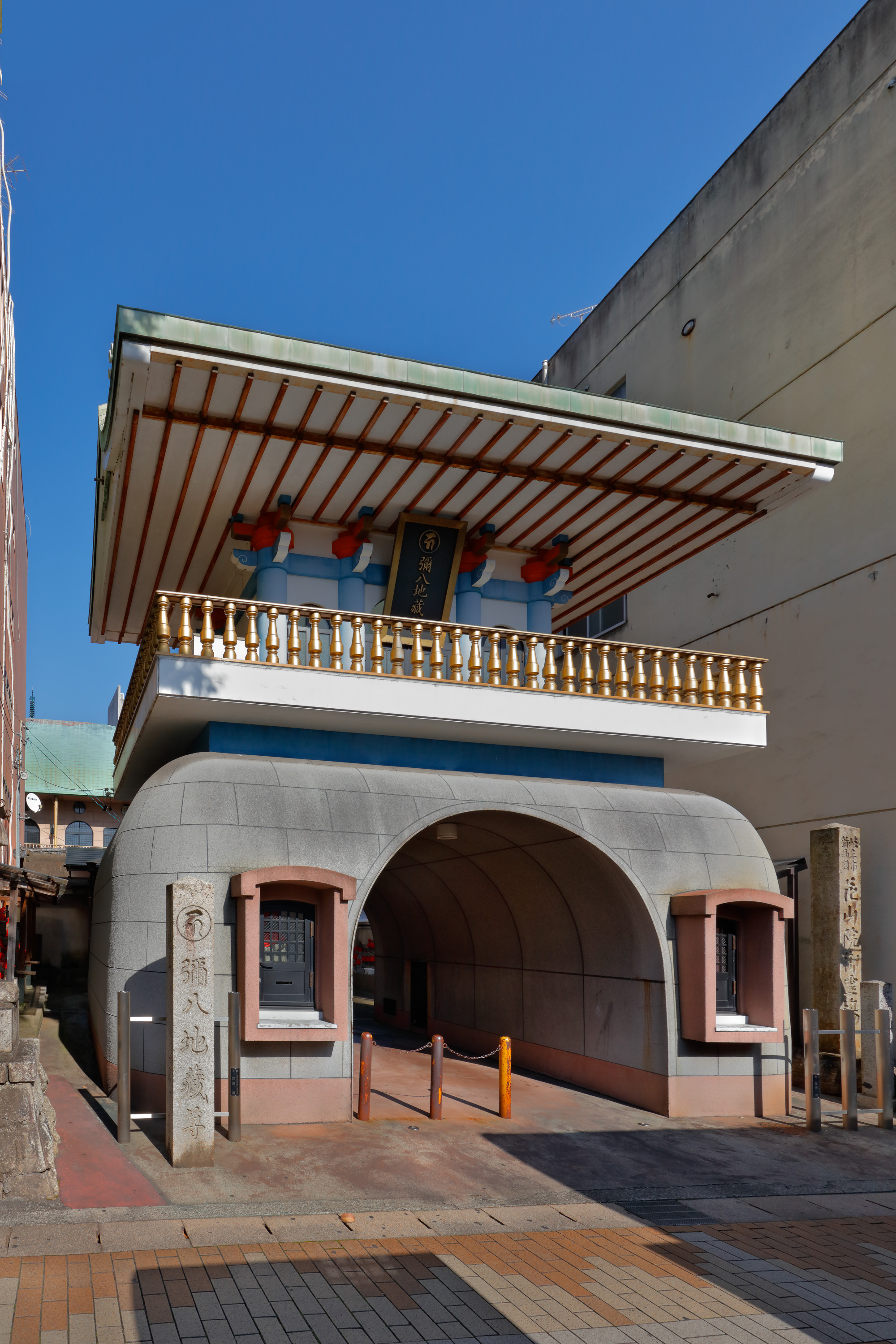
弥八地蔵の竜宮門

## 歴史

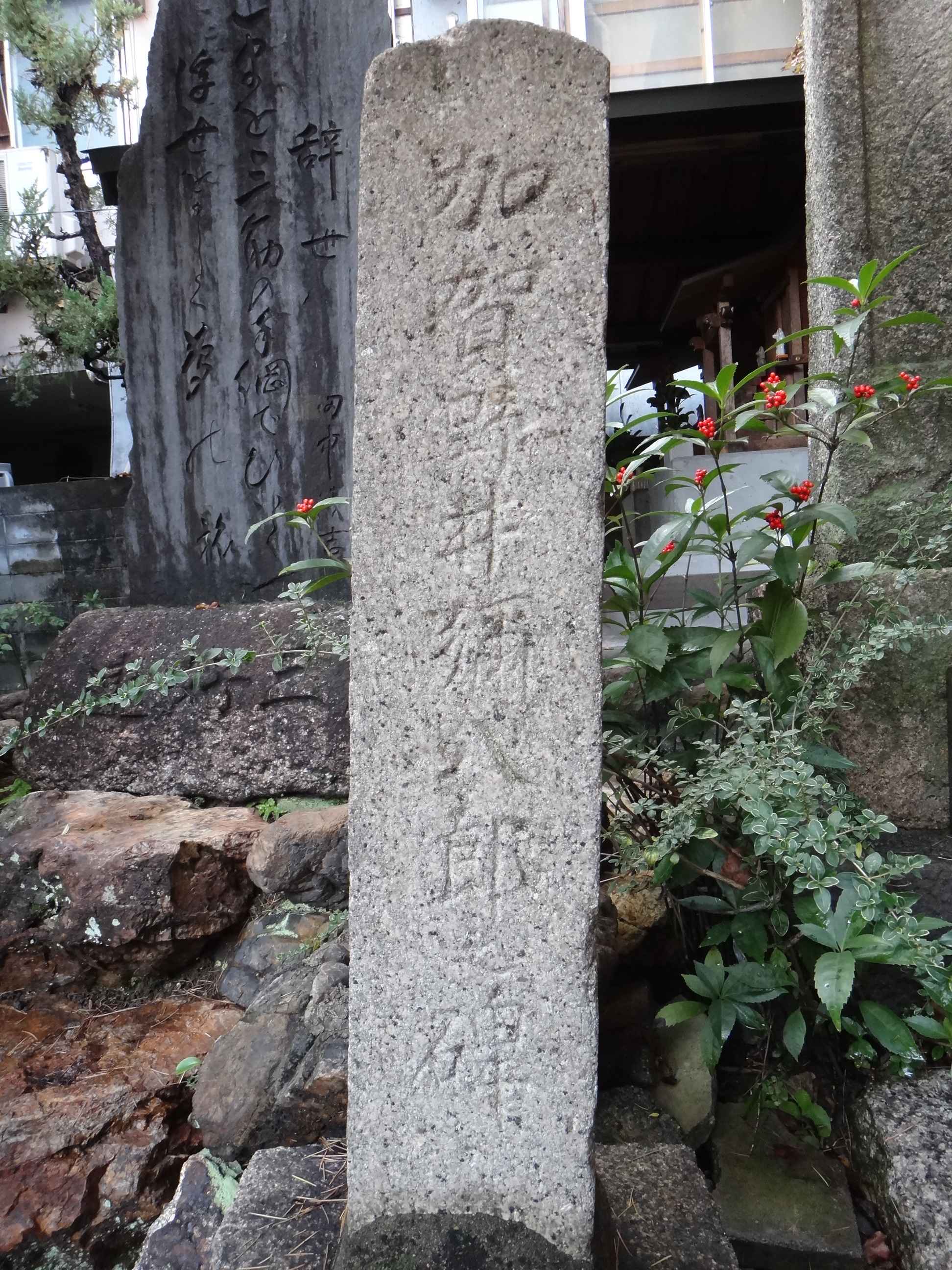
加賀野井弥八郎之碑

弥八地蔵の由来は諸説あるが、戦国時代、織田信長の家臣であった加賀野井 駿河守 重信の子の弥八郎が、埋葬地として開いたのが始まりといわれる。
この地は「弥八三昧（やはちざんまい）」と呼ばれ、慶長14年（1906年）の大久保石見守の検知では、東西百二十五貫、南北九十四貫の範囲であった。安永4年（1775年）頃には、岐阜町、小熊村、今泉村、上加納村の共同墓地で、尾張藩の御仕置場でもあった。
戦前は、若宮町通りは狭く、置屋もある色町であった。女性の参拝者が多かった。1940年（昭和15年）頃は立像ではなく、寝釈迦が本尊だったと伝えられている。
1945年（昭和20年）の岐阜空襲の時、鐘は供出し、木造の鐘つき堂も消失する。まだ、焼け野原だったころ、浮浪者が大勢境内で寝起きしていた。柳ケ瀬の人々からプランが持ち上がり、劇場の舞台づくりの経験がある柴田光治郎が、工事を引き受ける。10メートルあまりのそびえ立つ地蔵が1か月で完成したが、中は木箱で空洞であった。繁華街のシンボルとなり、主として花柳界の人たちが商売繁盛を祈った。子安地蔵や、力地蔵水かけ地蔵など色とりどりの地蔵があり、朝から参拝の人が絶えず、毎月24日のお地蔵さんの命日はとりわけ参拝者が多かった。
1994年（平成5年）、竜宮の形の楼門が建設された。設計は司設計事務所、施工は坂口組。

## 境内
竜宮門をくぐると、参道の左右に多数の地蔵が並んでいる。参道の左には荼枳尼天をまつったお堂、右手奥には弥八地蔵尊をまつった本堂、その向かい側に水かけ地蔵がある。境内には飲食店が並んでいる。

### 竜宮門
コンクリート製（1994年4月建造）。かつては、2丈（約6メートル）余りの子安地蔵が安置されていた。子安地蔵は、一度拝むと良縁がまとまり、子宝に恵まれるとされた。

### 荼枳尼天

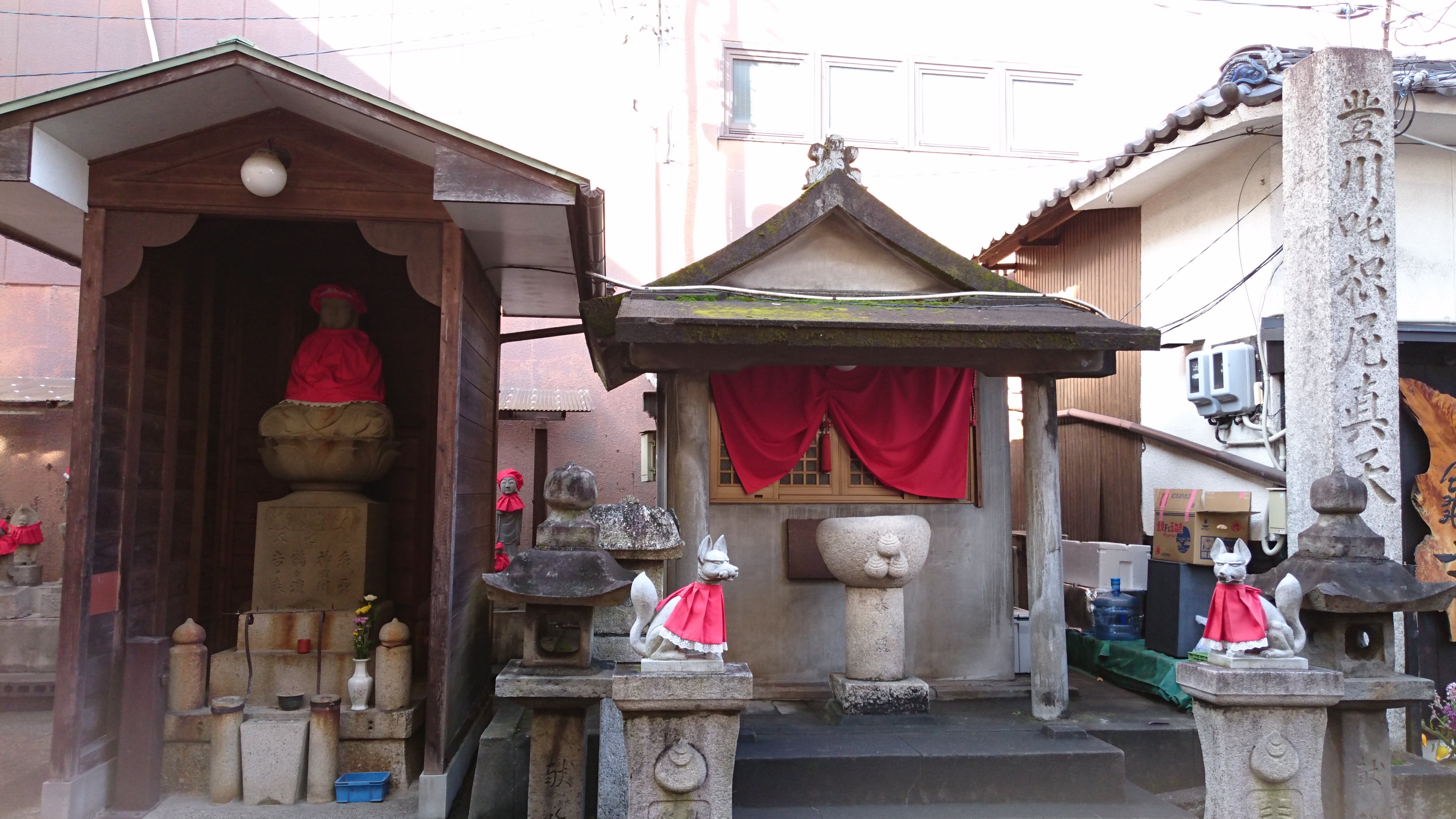
荼枳尼天

境内に入って左側にある。

### 水かけ地蔵と手水舎

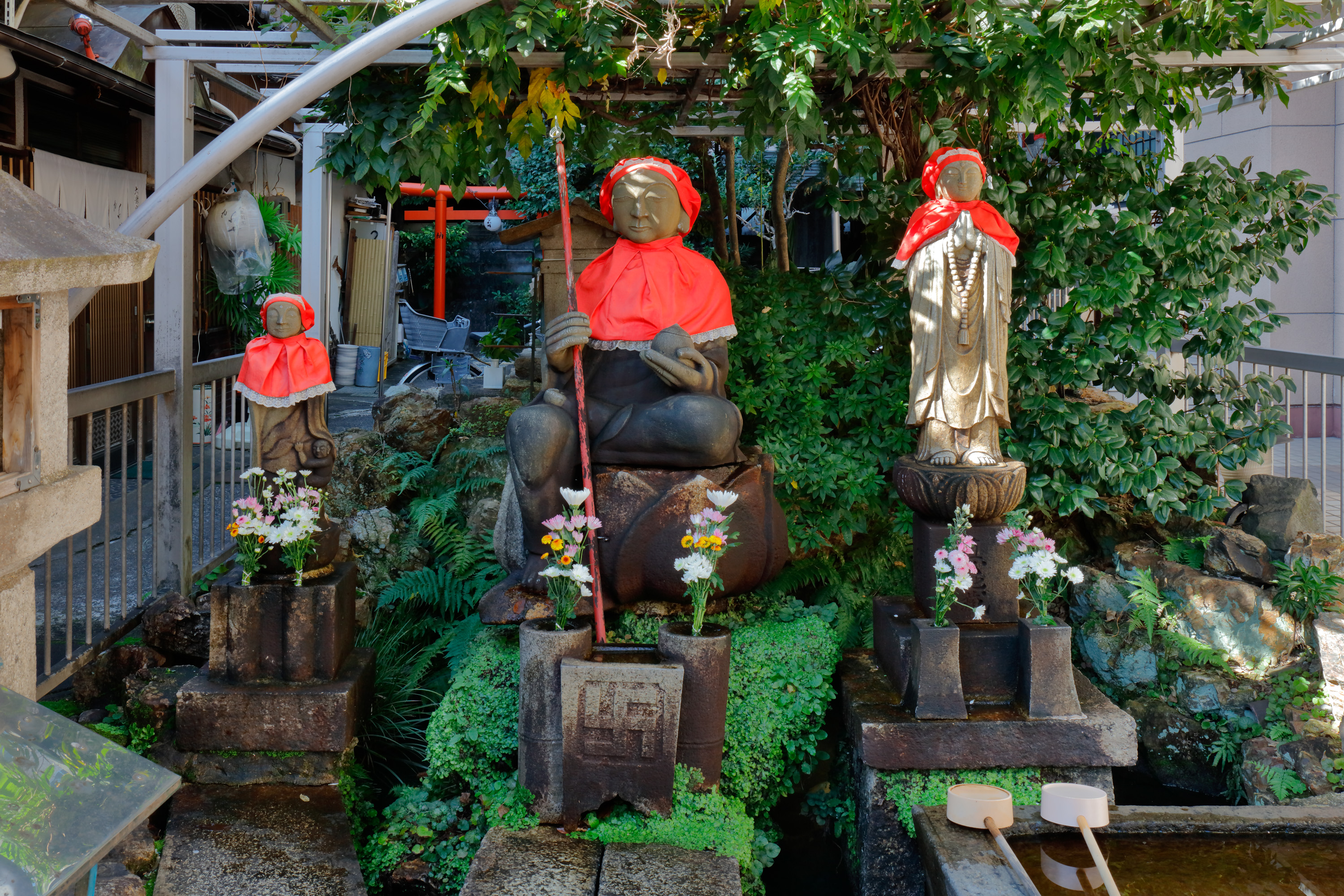
水かけ地蔵

正面奥左側にある。無病息災のご利益があるとされている。

### 本堂
境内奥の右側にある。

### 弥八地蔵尊
かつて六体安置されていた石地蔵のうちの一体が、現在本堂に安置されている。

### 無量壽院誓安寺
境内には無量壽院誓安寺があり、弥八地蔵は誓安寺が管理している。誓安寺は、かつて伊奈波神社付近にあったが、1916年（大正5年）、現在地に移転した。

## エピソード
- 斎藤道三や織田信長の時代、弥八地蔵のある柳ケ瀬一帯は、岐阜城下町から加納にある中山道までの通り道だったため、許されない恋をする人たちの密会の場所になっていた。
- 明治時代、柳ケ瀬に金津園ができたころ、花魁たちがお客との逢引の場として弥八地蔵を密会の場所としていた[9]。
- 大正時代、「幽霊松」と呼ばれる松があり、尾張から参拝する者たちの目印となっていたが、落雷により枯れてなくなった[4]。

## 交通アクセス
- 所在地
  - 〒500-8827 岐阜市弥八町22番地
- 徒歩
  - JR岐阜駅 徒歩15分
- バス
  - 岐阜バス 柳バス（濃姫バス） 「弥八地蔵前」バス停下車すぐ[10]
  - 岐阜バス 「柳ケ瀬」バス停下車徒歩5分

## 参考画像

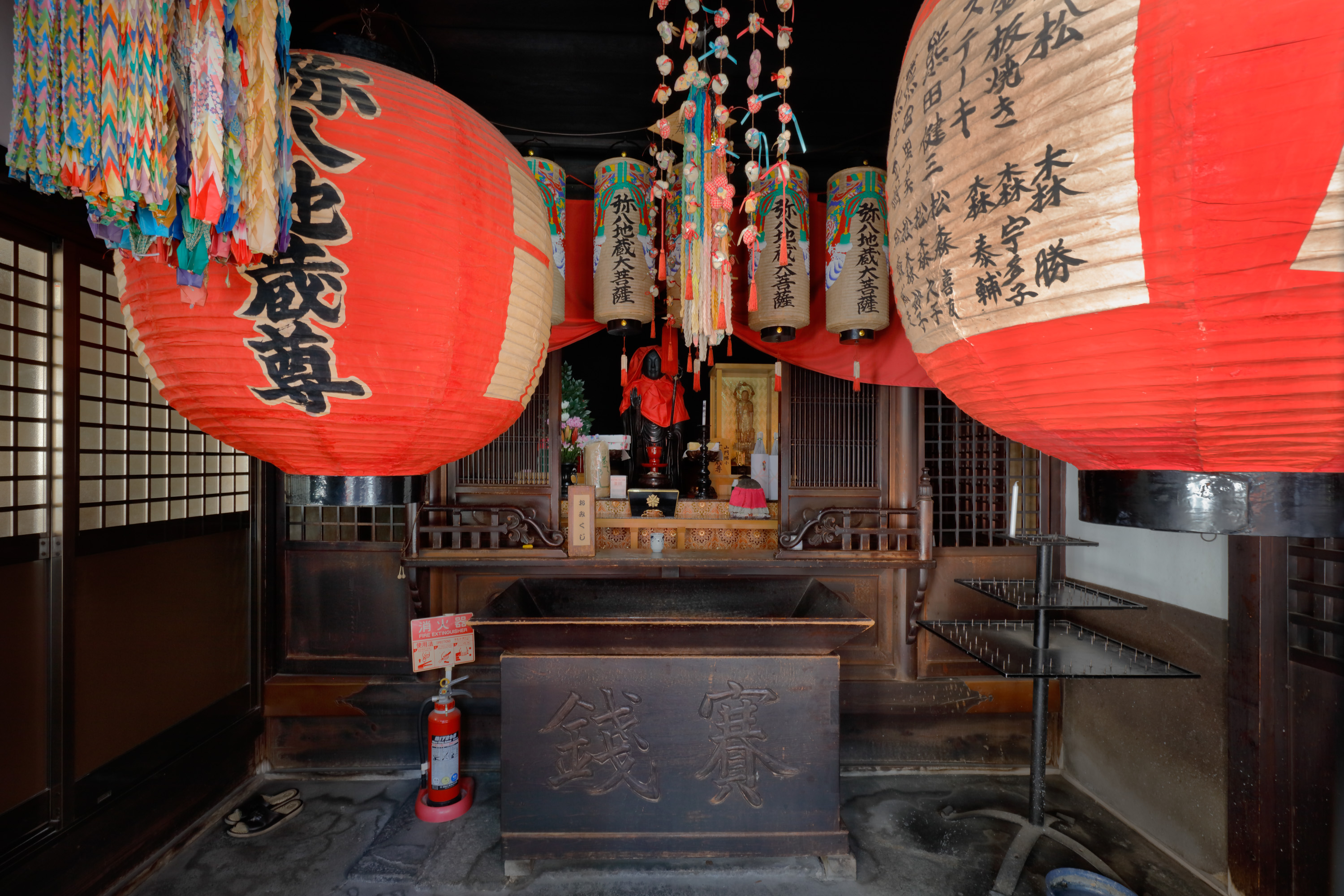
弥八地蔵尊
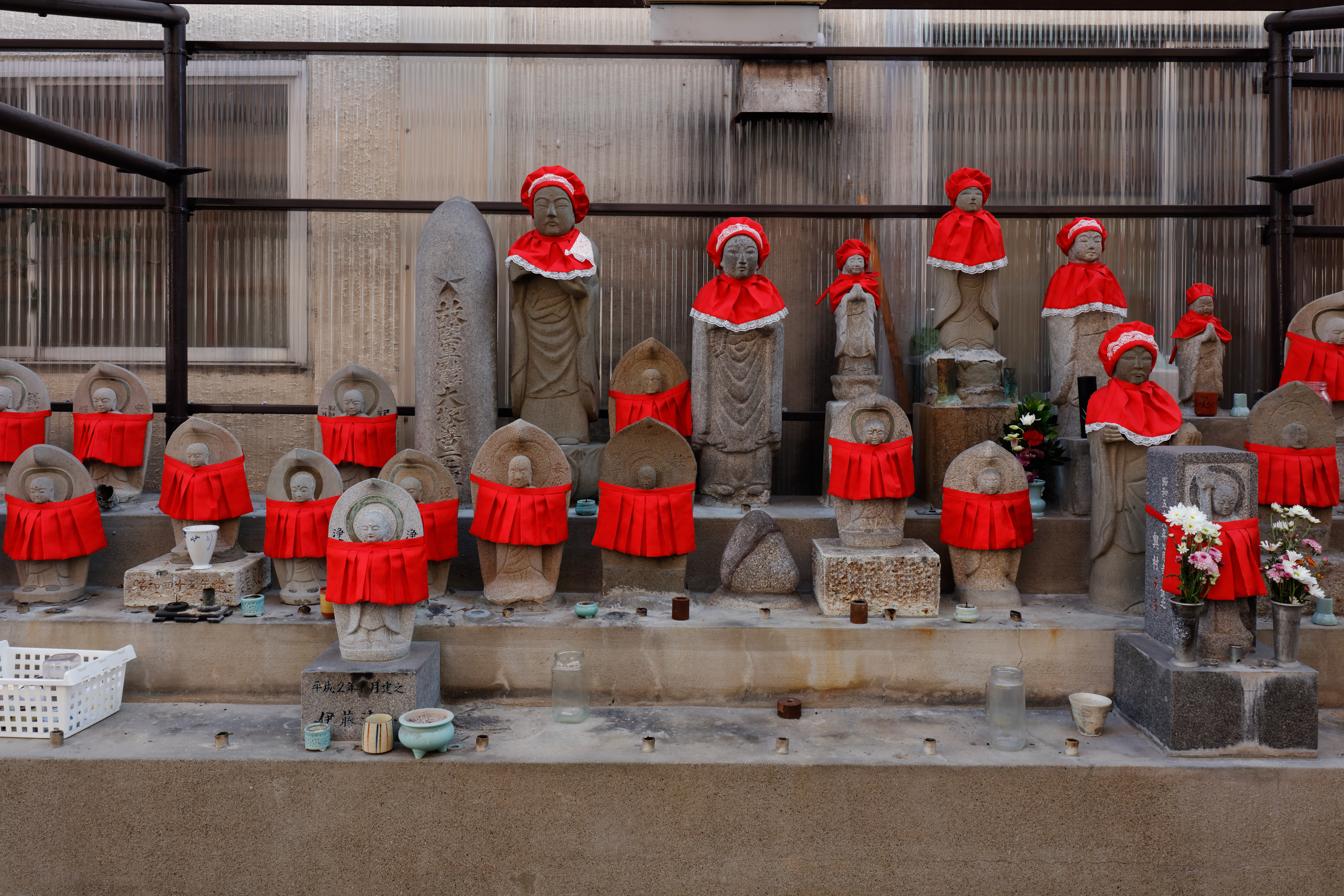
境内の地蔵
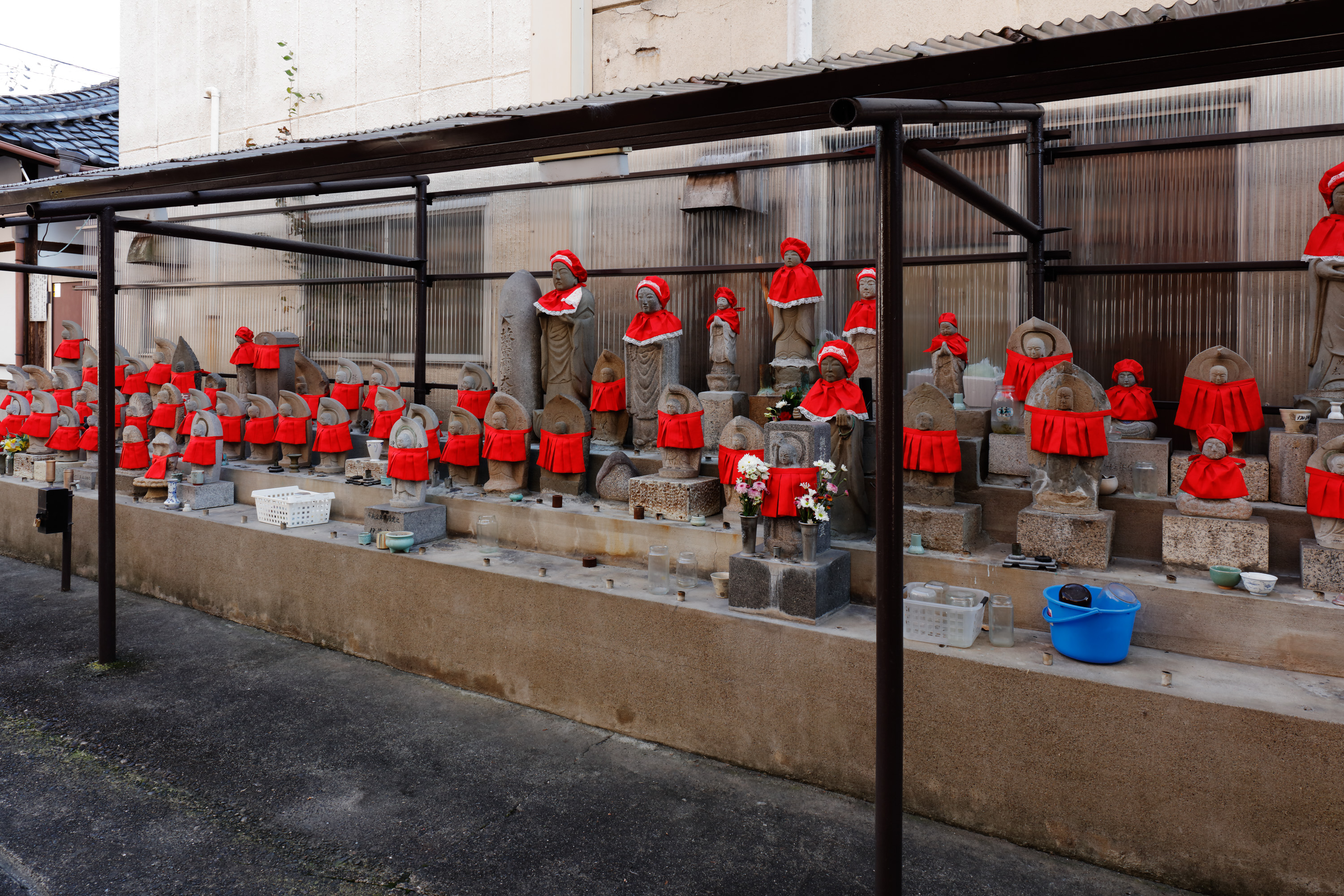
境内の地蔵
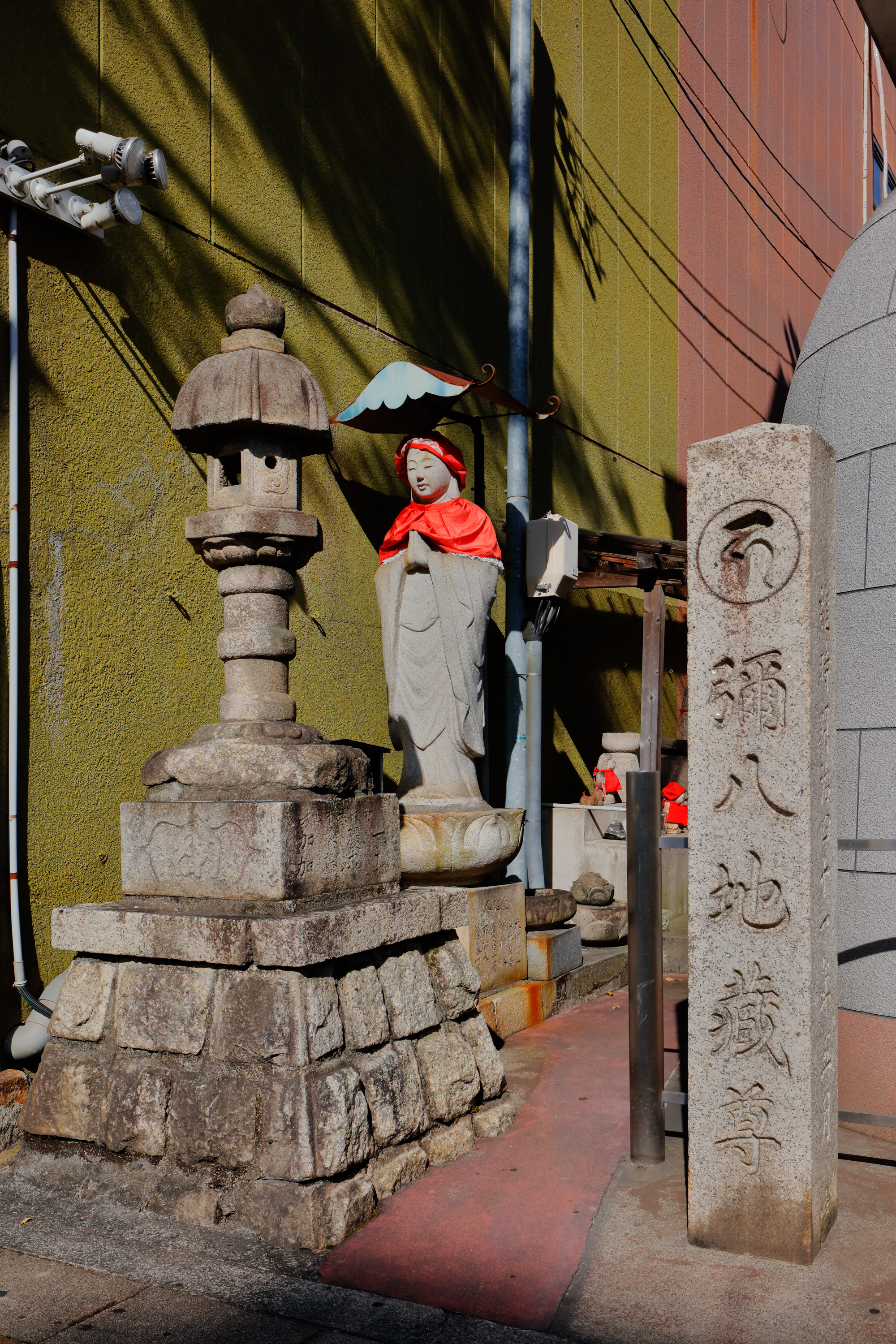
境内の地蔵
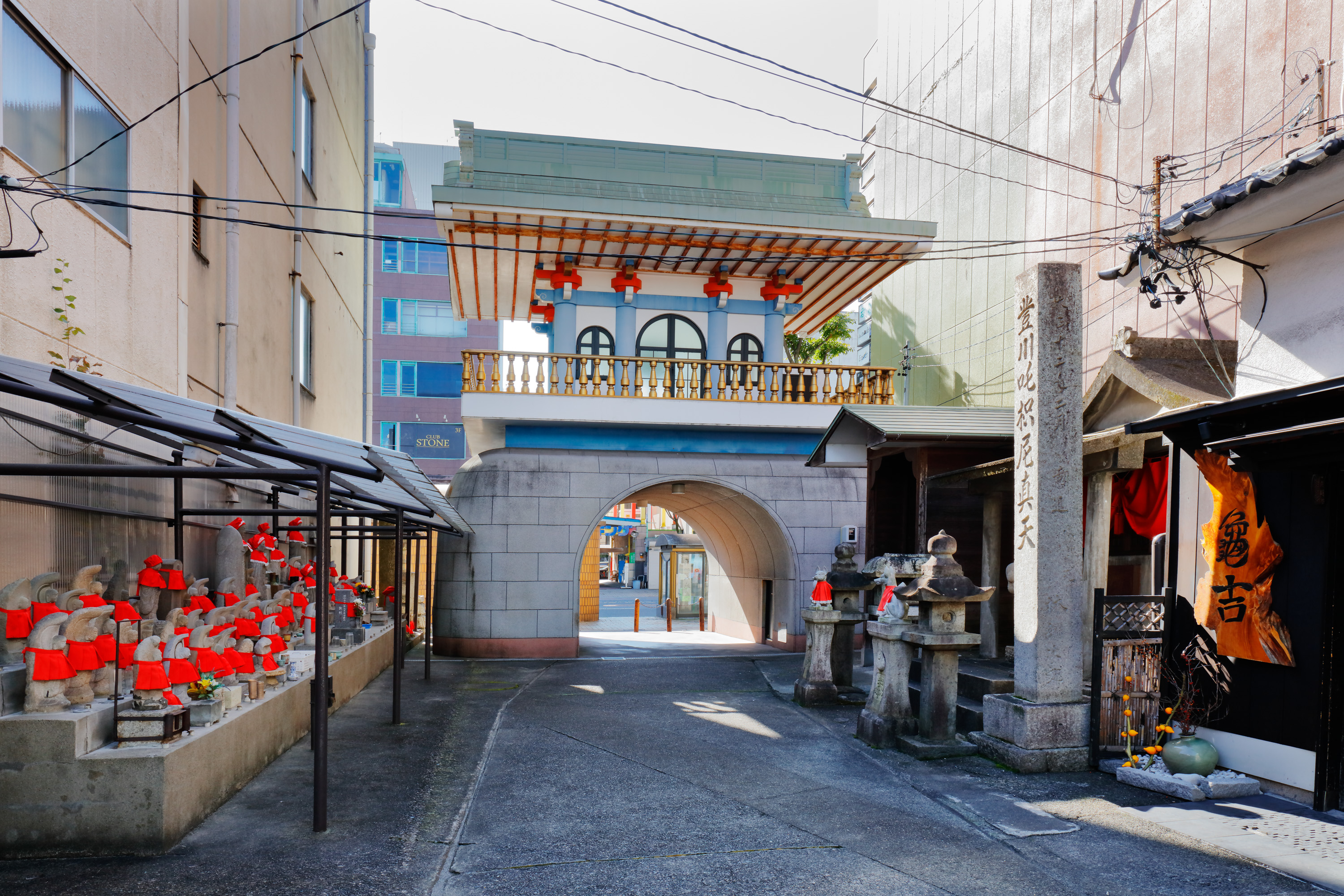
竜宮門内側